# Emma Haruka Iwao
Emma Haruka Iwao (岩尾エマはるか, Iwao Ema Haruka) (21 de abril de 1984) é uma cientista da computação japonesa e engenheira de desenvolvimento cloud do Google. Em 2019, Haruka Iwao calculou o valor de pi mais preciso do mundo, que incluiu 31,4 trilhões de dígitos.

## Infância e educação
Quando criança, Iwao se interessou por pi.  Ela foi inspirada por matemáticos japoneses, incluindo Yasumasa Kanada. Estudou ciência da computação na Universidade de Tsukuba, onde foi ensinada por Daisuke Takahashi. Ela foi premiada com o Dean's Award for Excellence em 2008, antes de iniciar estudos de pós-graduação em computação. Sua dissertação de mestrado considerou sistemas computacionais de alto desempenho. Depois de se formar, Iwao assumiu várias posições de engenharia de software, trabalhando na confiabilidade do site Panasonic, GREE e Red Hat.

## Carreira
Iwao entrou para o Google como uma Engenheira de Desenvolvimento Cloud em 2015. Ela originalmente trabalhou para o Google em Tóquio, antes de se mudar para Seattle em 2019.  Iwao oferece treinamento no uso do Google Cloud Platform, bem como suporte a desenvolvedores de aplicativos.  Ela trabalha para tornar a computação em nuvem acessível para todos, criando demonstrações on-line e materiais de ensino.
Em março de 2019, Iwao calculou o valor de pi para 31,4 trilhões de dígitos, usando 170 TB de dados.  O cálculo envolveu um programa chamado y-cruncher e foi realizado em mais de 25 máquinas por 121 dias.